# Драган Гуглета
Драган Гуглета (Крагујевац, 17. јул 1941) бивши је југословенски и српски фудбалер и фудбалски тренер.

## Каријера
Каријеру је започео у пионирском тиму Пролетера Банатски Карловац, где је стасао као играч и највише играо на позицији крилног халфа и полутке. Од 1961. године играо је за ОФК Београд, где је дебитовао у сезони 1962/63. Првенства Југославије. У ОФК Београду остао је до 1967. године и укупно одиграо 108 лигашких утакмица, на којима је постигао 17 голова. Играо је на позицији левог халфа за ОФК Београд на утакмици у финалу Купа Југославије 1965/66., на коме је његов клуб освојио трофеј победивши Динамо Загреб 6:2.
Од средине 1967. године играо је за Стразбур, до 1968. године, а када се вратио у СФРЈ и одслужио војни рок, каријеру је наставио у Олимпији Љубљана, где је играо до 1970. године, укупно шест месеци. Средином 1970. године поново је играо за ОФК Београд, до 1972. године, а каријеру завршио у Борцу Бањалука 1974. године.
За младу репрезентацију Југославије одиграо је 2 утакмице 1963. године и 8 утакмица за прву репрезентацију Југославије, за коју је дебитовао на месту десне полутке 4. септембра 1965. године у пријатељском мечу против селекције Совјетског Савеза у Москви. Последњу утакмицу за репрезентацију одигроа је 6. новембра 1966. године против репрезентације Бугарске у Софији, на месту левог крила.
Након играчке каријере био је фудбалски тренер, водио је ОФК Београд, Авенир ла Марсу из Туниса (1985—1987), београдски Рад (1987—1989), који је увео у Прву лигу Србије и УЕФА Лигу Европе. Након тога, био је тренер Ал Џахре пет сезона и довео клуб до титуле првака. Тренирао је и освојио шапионате са Кацијом и Арабиком. Након тога Гуглета се преселио у Уједињене Арапске Емирате, где је два пута тренирао Шаб, Шаржу, Расел Кему, Дубаи и Емират Клуб. Каријеру је након тога наставио у Катару, радио у Ал Саду и Катар спорт клубу, а након тога отишао у Либију, где је такође тренирао клубове. Тренирао је и Срем Сремска Митровица.